# FIFA Football 2003
FIFA Football 2003, conocido en Norteamérica como, FIFA Soccer 2003 y en el resto del mundo como FIFA 2003 o FIFA 03, es un videojuego de fútbol, publicado en octubre de 2002, producido por Electronic Arts y editado por EA Sports.

## Ligas
Para esta edición, la única novedad, es que se pierde la liga de Israel.
- 1. Bundesliga
- Jupiler League belga
- Liga do Brasil (*) (A)
- SAS Ligaen
- Barclays Premier League
- Ligue 1
- Bundesliga
- Serie A (B)
- K-League (*)
- Tippeligaen
- Scottish Premier League
- Primera División Española
- Allsvenskan
- Super League (*) (A)
- Major League Soccer

(*) Solo disponible para PS2, Xbox, Gamecube y PC.
(A) El logo y nombre de la liga están sin licenciar.
(B) Los Clubes Bologna FC, Torino FC y Udinese Calcio están sin licencia.
| - 1. FC Colonia - 1. FSV Maguncia 05 - FC St. Pauli - SG Fürth - SC Friburgo - Maribor Lasko - Club Deportivo Tenerife - Elche CF - Real Zaragoza - Unión Deportiva Las Palmas - Xerez Club Deportivo | - AS Beauvais - SM Caen - Le Mans FC - FC Lorient - FC Metz - Olympiacos - PAOK Salónica (Vuelve) - Venezia Football Club - Hellas Verona | - Beitar Jerusalén - FC Ashdod - Hapoel Be'er Sheva - Hapoel Petah-Tikvah - Hapoel Tel Aviv FC - Maccabi Haifa FC - Maccabi Netanya FC - Maccabi Petah-Tikvah F.C. - Maccabi Tel Aviv FC | - Ajax de Ámsterdam - Feyenoord de Róterdam - PSV Eindhoven - Wisła Krakow - SL Benfica - Porto - Sporting de Lisboa - Athletic Club Sparta Praga - Sportovní Klub Sigma Olomouc - Rapid Bucarest - Galatasaray SK Los equipos en Negrita solo están disponibles para PS2, Xbox, Gamecube y PC. |  |

## Selecciones Nacionales
Para esta edición, se destaca la ausencia de varias selecciones (notadamente, Japón es el único participante de la Copa del Mundo 2002 que no está en el juego), aunque se incorporan por primera vez, las selecciones de Ecuador y Senegal, también vuelven las selecciones de Nigeria y Túnez tras aparecer por última vez en FIFA 2001, Costa Rica en FIFA 98, Uruguay en FIFA 99, y Portugal en FIFA 2000.  

### Europa
- Alemania
- Austria
- Bélgica
- Croacia
- Dinamarca
- Escocia
- Eslovenia
- España
- Finlandia
- Francia
- Grecia
- Inglaterra
- Irlanda
- Italia
- Noruega
- Polonia
- Portugal (Vuelve)
- República Checa
- Rusia
- Suecia
- Suiza

### América
- Estados Unidos
- México
- Costa Rica (Vuelve)
- Argentina
- Brasil
- Ecuador (Nueva)
- Paraguay
- Uruguay (Vuelve)

### África
- Camerún
- Nigeria (Vuelve)
- Senegal (Nueva)
- Sudáfrica
- Túnez (Vuelve)

### Asia y Oceanía
- Arabia Saudita
- Australia
- China
- Corea del Sur
- Turquía

Las selecciones en negrita son las que están completamente licenciadas.

## Estadios
Alemania
- BayArena
- Olympiastadion
- Westfalenstadion

 Bélgica
- Estadio Constant Vanden Stock

 España
- Camp Nou
- Mestalla
- Santiago Bernabéu

 Francia
- Estadio Félix Bollaert
- Parque de los Príncipes
- Stade Gerland

 Inglaterra
- Anfield
- Highbury
- Old Trafford

 Italia
- Delle Alpi
- Estadio Olímpico de Roma
- San Siro

 Japón
- Estadio Internacional de Yokohama

 Países Bajos
- Amsterdam Arena

 Turquía
- Estadio Ali Sami Yen

NOTA: Los estadios solo están disponibles para PS2, Xbox, Gamecube y PC.

## Banda sonora
| a.mia - "Jumpin’ to the Moon (Unexplored Field Mix)" Antiloop - "In My Mind" Avril Lavigne - "Complicated (Pablo La Rossa Vocal Mix)" Bedroom Rockers - "Drivin'" Dax Riders - "Real Fonky Time" D.O.G. - "Force" Idlewild - "You Held the World in Your Arms" | Kosheen - "Hide U" Kosheen - "Pride" Ms. Dynamite - "Dy-Na-Mi-Tee" Safri Duo - "Played A-Live (The Bongo Song)" Sportfreunde Stiller - "Independent" Spotrunnaz - "Bigger and Better" Timo Maas y Fatboy Slim - "To Get Down (Remix)" |

| Predecesor: FIFA Football 2002 | FIFA Fútbol X Entrega | Sucesor: FIFA Football 2004 |

- Datos: Q2080005